# Каракуль (Кармаскалинський район)
Караку́ль (рос. Каракуль, башк. Ҡаракүл) — присілок у складі Кармаскалинського району Башкортостану, Росія. Входить до складу Комишлінської сільської ради.
Населення — 55 осіб (2010; 57 в 2002).
Національний склад:
- чуваші — 51 %
- башкири — 26 %